# Folkušová
Folkušová este o comună slovacă, aflată în districtul Martin din regiunea Žilina. Localitatea se află la altitudinea de 520 m deasupra n.m., se întinde pe o suprafață de 6,01 km2 și în 2017 număra 147 de locuitori. Se învecinează cu comuna Necpaly.

## Istoric
Localitatea Folkušová este atestată documentar din 1331.

## Demografie
| An:                | 1994 | 2004   | 2014   | 2024    |
| ------------------ | ---- | ------ | ------ | ------- |
| Număr de persoane: | 130  | 128    | 137    | 158     |
| Diferență:         |      | −1,53% | +7,03% | +15,32% |

| An:                | 2023 | 2024   |
| ------------------ | ---- | ------ |
| Număr de persoane: | 157  | 158    |
| Diferență:         |      | +0,63% |